# 力相応
「力相応」（りきそうおう、巴: Bala-saṃyutta, バラ・サンユッタ）とは、パーリ仏典経蔵相応部に収録されている第50相応。

## 構成
10品から成るが、省略されている部分も多い。
- 1. Gaṅgā-peyyāla-vaggo --- 全12経
- 2. Appamāda-vaggo
- 5. Ogha-vaggo --- 全10経
- 6. Gaṅgā-peyyāla-vaggo --- 全12経
- 9. Esanā-vaggo --- 全12経
- 10. Oghavaggo --- 全10経

## 日本語訳
- 『南伝大蔵経・経蔵・相応部経典6』（第16巻下） 大蔵出版
- 『原始仏典II 相応部経典6』 中村元監修 春秋社